# Jendi (Selogiri)
Jendi is een bestuurslaag in het regentschap Wonogiri van de provincie Midden-Java, Indonesië. Jendi telt 4583 inwoners (volkstelling 2010).